# Рафинерија нафте Београд
Рафинерија нафте а.д. Београд (РНБ) – је најстарије и највеће предузеће у Србији за производњу мазива.
Као реномирани домаћи произвођач мазива, РНБ је лидер у производњи моторних и индустријских уља, мазивих масти и специјалних мазива, уља за обраду метала, средстава за антикорозиону заштиту, расхладних флуида, као и средстава за одмашћивање и чишћење. Рафинерија нафте а.д. Београд у свом склопу поседује и постројење за третман отпадних (рабљених) уља. Поред тога у својој понуди има пружање услуге трајног збрињавања зауљених металних бачви на еколошки прихватљив начин, услуге акредитоване лабораторије за лабораторијске анализе, погон за производњу дуване пластичне амбалаже, као и услужно складиштење. Капацитет производње у једној смени је око 30 000 тона годишње, а Рафинерија пуним капацитетом може производњу организовати у три смене.

## Историја
Првобитно предузеће БИСТРАНА, основано 1934. године, спаја се са предузећем АНТИКОР 1961. године у јединствено предузеће за производњу мазива, антикорозионих средстава и хемијских производа. Након интеграције са НАФТАГАС-ом 1970. године, формира се предузеће Рафинерија нафте Београд, са седиштем у Београду, ул. Панчевачки пут 83. Рафинерија нафте Београд 1981. године улази у састав енергетско-нафтно-хемијског СОУР-а ЈУГОПЕТРОЛ у којој је носилац производње, да би Законом о оснивању јавног предузећа НИС, 1992. године, постала део Нафтне индустрије Србије под данашњим називом. 2005. године издваја се из НИС-а и самостално послује до 2006. године. 2007. године Рафинерија нафте а.д. Београд је тендерским путем продата и наставила пословање у саставу Неохимки групе компанија. Почетком 2012. године раскинут је уговор о приватизацији и Рафинерија нафте а.д. Београд наставља да ради као државно предузеће. Током година Рафинерија нафте а.д. Београд се трансформисала од хемијске индустрије у савремену рафинерију са значајним технолошким и кадровским потенцијалом.

## Организациона структура компаније
Пословне организације:
- Мазива
- рерафинација
- регенерација бачви

Сектори:
- сектор за људске ресурсе и администрацију
- финансијски сектор
- сектор продаје
- сектор логистике
- производно технички сектор
- лабораторија

Делатности:
- производња
- лабораторија
- продаја

## Прерађивачке јединице које се користе у рафинерији
- Јединица за дестилацију сирове нафте: Дестилује сирову нафту у различите фракције за даљу прераду у другим јединицама.
- Јединица за вакуум дестилацију: дестилира преостало уље са дна јединице за дестилацију сирове нафте. Вакуум дестилација се врши под притиском знатно нижим од атмосферског притиска.
- Нафтна хидротретерска јединица: Користи водоник за десулфурирање фракције нафте из дестилације сирове нафте или других јединица у рафинерији.
- Јединица за каталитичку реформу: Претвара десулфуризоване молекуле нафте у молекуле вишег октана који производе реформате, који су састојак бензина или бензина у крајњем производу.
- Јединица за алкилацију: Претвара изобутан и бутилене у алкилат, што је веома високо октанска компонента бензина или бензина у крајњем производу.
- Јединица за изомеризацију: Претвара линеарне молекуле као што је н-пентан у разгранате молекуле више октанског нивоа за мешање у бензин крајњег производа. Такође се користи за претварање линеарног н-бутана у изобутан за употребу у јединици алкилације.
- Дестилат хидротереатер: Користи водоник за десулфурирање неких других дестилираних фракција из јединице за дестилацију сирове нафте (попут дизел уља).
- Мерокс (меркаптански оксидант) или сличне јединице: Десулфуришу ТНГ, керозин или млазно гориво оксидацијом нежељених меркаптана у органске дисулфиде.
- Прочишћивач аминског гаса, Клаусова јединица и третман гаса за претварање гасова хидроген сулфида из хидротратера у елементарни сумпор крајњег производа. Велика већина од 64.000.000 тона сумпора произведених широм света током 2005. године била је нуспроизвод сумпора из постројења за прераду нафте и природног гаса.
- Јединица каталитичког крековања са течним течностима: надограђује теже, фракције вишег кључања из дестилације сирове нафте претварајуц́и их у блаже и вредније производе са нижим врелиштима.
- Јединица за хидрокрекер: Користи водоник за надоградњу тежих фракција од дестилације сирове нафте и јединица за вакуумску дестилацију у лакше, вредније производе.
- Вајсбрејкер (Vicebreaker) јединица надограђује тешка заостала уља из вакуумске дестилације тако што их термички разбија у лакше, вредније производе смањене вискозности.
- Одложене јединице за коксирање и кокетирање у течности: Претварају веома тешка заостала уља у кокс, као и нафте и у нуспродукте[2]

## Загађење
Загађење воде и ваздуха усљед рада рафинерије представља промјену у укупном екосистему, која може утицати на здравље, активност и опстанак живих организама, укључујући и чпвека.
Карактеристичне загађујуће материје које ова фабрика емитује у ваздух су чађ, бензен, толуен, меркаптани, сумпор-диоскид и остали сулфиди.
Бомбардовање 1999. године донело је овом граду велике еколошке проблеме. Том приликом изгореле или ослобођене су многе отровне материје у ваздух, воду у земљу. Као пример навешћемо да је из петрохемијског комплекса пуштено 3000 t натријум-хидроксида, 800 t живе, 1000 t етилен-дихлорида, 200 t винил хлорид мономера, док је из Рафинерије ослобођено 2900 t гаса, 200 t дизела, 200 t керозина и друго.